# I Доси (Алесандрија)
I Доси је насеље у Италији у округу Алесандрија, региону Пијемонт.
Према процени из 2011. у насељу је живело 39 становника. Насеље се налази на надморској висини од 109 м.